# باعربایا
باعربایا یکی از مناطق واقع در کشور عراق است که در نزدیکی موصل واقع شده است. این ناحیه در دوران ساسانیان به نام آسورستان شناخته می‌شد.

## نام و موقعیت
باعربایا ناحیه‌ای است واقع در دیار بیعه در مشرق جزیره ابن عمر. نام‌های دیگر این ناحیه، باعرمایا و بعربایا نیز گزارش شده است. این واژه برگرفته از واژه‌ای سریانی است که به معنی سرزمین عرب است. در دوران ساسانیان،نامش آسورستان (به عربی: بیت ارامایه) به معنای سرزمین سریانیان و آرامیان بوده است. این منطقه در دوران ساسانی، عرب نشین بود و بخشی از سرزمین که در خاک ایران قرار داشت آسورستان و بخشی که در سرزمین روم واقع شده بود، عرب نامیده می‌شد. موقعیت این منطقه در دوران پس از اسلام تغییر کرد و از شرق به غرب باعیناثا در شمال غربی موصل تا نهر سریا واقع شده بود. این منطقه در یک فرسخی پایین اذرمه و از توابع نصیبین و از جنوب از نواحی سنجار تا مجاور بازیدی در شمال امتداد داشت.

## تاریخچه
در دوران ساسانی، این منطقه در یکی از استان‌های هم مرز با روم شرقی بود که توسط یک مرزبان اداره می‌شد. این منطقه در آن دوران از مناطق پر مناقشه بین ایران و روم محسوب می‌شد. در دوران ساسانیان، مسیحیت در این منطقه نفوذ بسیاری داشت؛ گواه این مطلب، وجود کلیساهای متعدد در این منطقه است. مسیحیان این منطقه به دو گروه نسطوری و یعقوبی تقسیم می شدند که همواره بین خود رقابت‌هایی داشتند. از میان مبلغان یعقوبی این ناحیه می‌توان به احودمه مطران یعقوبی اشاره کرد که در شهر بلد در سرزمین بیت عربایا متولد شده بود و نقش عمده‌ای در ترویج مسیحیت میان اهالی منطقه ایفا می‌کرد. باعربایا در دوران پس از اسلام، به ناحیه کوچکتری گفته می‌شد و در سده ۱۰ میلادی، به عنوان یک ناحیه از نواحی موصل به شمار می‌رفت.
در سال ۷۸۵ میلادی،حمزه خارجی در جزیره بر ضد هادی خلیفه عباسی قیام کرد و حمزه بن مال خزاعی، سردار خویش را به جنگ با وی فرستاد. در اولین حمله، حمزه پیروز گردید اما سرانجام به قتل رسید. در سال ۷۹۶ و در دروان حکومت هارون الرشید، ولید بن طریف شاری نیز با ۳۰ تن از یاران خود،در ساحل فرات قیام کردند. وی که از اعراب بنی تغلب بود توانست موقعیت های بسیاری تصرف نماید و تا باعربایا پیشروی کند. در نهایت به سال ۱۸۰ ه.ق در همان منطقه به دست یزید بن مزید به قتل رسید. عبور کشتی‌های تجاری به این منطقه، آن را از سایر نقاط منطقه، متمایز می‌کند. 